# Beatrice Pelloni
Beatrice Pelloni (Roma, 28 de junho de 1962) é uma matemática italiana, especializada em análise matemática aplicada e equações diferenciais parciais. É professora de matemática na Universidade Heriot-Watt em Edimburgo, presidente do SIAM Activity Group on Nonlinear Waves and Coherent Structures.

## Formação e carreira
Depois da graduação na Universidade de Roma "La Sapienza" em 1985, entrou na pós-graduação na Universidade Yale, mas teve que tirar vários períodos de folga do programa para criar três filhos. Completou seu Ph.D. em Yale em 1996, com a tese Spectral Methods for the Numerical Solution of Nonlinear Dispersive Wave Equations, orientada por Peter Wilcox Jones.
Quando ainda estudante de pós-graduação Pelloni também trabalhou como pesquisadora do Instituto de Matemática Computacional Aplicada da Foundation for Research & Technology – Hellas (IACM-FORTH). Depois de concluir o doutorado foi pesquisadora associada no Imperial College London e, em seguida, ingressou na Universidade de Reading como lecturer em 2001. Em Reading tornou-se professora em 2012. Foi para a Universidade Heriot-Watt em 2016.

## Reconhecimento
Pelloni foi Olga Taussky-Todd Prize Lecturer no International Congress on Industrial and Applied Mathematics de 2011, com a palestra "Boundary value problems and integrability", e Mary Cartwright Lecturer de 2019 da London Mathematical Society, palestrando sobre "Nonlinear transforms in the study of fluid dynamics". Foi eleita fellow do IMA em 2012 e fellow da Sociedade Real de Edimburgo em 2020.